# Valerij Esipov
Valerij Vjačeslavovič Esipov (in russo Валерий Вячеславович Есипов?; Ščigry, 4 ottobre 1971) è un allenatore di calcio ed ex calciatore russo, di ruolo centrocampista, tecnico dello Znamja Truda.

## Carriera

### Giocatore
Vanta ben 390 presenze in Prem'er-Liga, è il terzo calciatore nella speciale classifica delle presenze nel campionato russo dietro Dmitrij Los'kov e Sergej Semak. Vanta inoltre ben 88 realizzazioni nello stesso campionato, piazzandosi all'ottavo posto nella classifica storica dei marcatori.

## Palmarès

### Allenatore

#### Competizioni nazionali
- Vtoroj divizion: 1

Avangard Kursk: 2009 (Girone Centro)